# Софья Петровна (фильм)
«Со́фья Петро́вна» — советский фильм-драма 1989 года режиссёра Аркадия Сиренко о периоде Большого террора в СССР. Снят по одноимённой повести Лидии Чуковской, написанной в ноябре 1939 — феврале 1940 годов.

## Сюжет
У машинистки из издательства в Ленинграде Софьи Петровны репрессирован единственный сын. В её издательстве репрессированы руководители и простые сотрудники. И Софья Петровна начинает хождение по кабинетам, пытаясь объяснить, что произошла ошибка.

## В ролях
- Анна Каменкова — Софья Петровна
- Вера Глаголева — Наташа
- Алексей Земский — Николай
- Сергей Габриэлян — Алик
- Лия Ахеджакова — Мария Эрастовна Кипарисова
- Ирина Розанова — Эрна Семёновна
- Нина Усатова — предместкома

## Награды
- Приз за лучшую женскую роль на XIII Всесоюзном фестивале телефильмов в Душанбе (Анна Каменкова)[1]

## Критика
По мнению критика С. Бакиса, режиссёр фильма и исполнительница главной роли Анна Каменкова недостаточно хорошо поняли и сумели воплотить замысел автора экранизированного романа Лидии Чуковской. «Каменкова играет Софью Петровну так, что выходит как бы очень хорошо: очень хорошо играет бедную женщину, неспособную вынести своего горя и оттого сходящую с ума. Но если по Чуковской, то Софья Петровна сходит с ума не оттого. <…> …Эта Софья Петровна, она такой человек – ей надо, чтобы всё было правильно. <…> И сходит с ума она в конце концов не от любви к пропадающему где-то «в дальних лагерях» сыну, а от любви к пропадающему в мозгах порядку».